# 牛山茂
牛山 茂（うしやま しげる、1952年1月25日 - ）は、日本の俳優、声優。長野県諏訪市出身。劇団昴所属。
代表作は、『ULTRAMAN』のエド役、『鉄人28号』の敷島博士役、『ONE PIECE』のDr.ヒルルク役など。

## 経歴
小学4年生の時、国語の担任教師が教科書に掲載されていた戯曲を生徒で実際にすることを提案。その教師の指名で主役を演じたところ、大いに受けたことで「東京に行って劇団に入ろう」と役者を志したという。
長野県茅野高等学校卒。同高校時代は演劇クラブに所属。
高校卒業後、上京し舞台芸術学院にて演劇の基礎技術を学ぶ。
1977年、劇団雲に入団。入団理由は、本人いわく「シェイクスピアをやるため」だという。同劇団の研究生クラス在籍時には東北新社のアテレコ養成所で研修を受け、1977年7月放送の『ペイトンプレイス物語』吹替版にて声優デビュー。
その後、後身の劇団昴に引き続き所属。以降は舞台、吹き替え、アニメを中心に活動している。
『サザエさん』では病気により長期の療養生活に入ったことに伴い降板した中村浩太郎の後任として伊佐坂難物役を2023年11月19日放送分より引き継いだ。

## 人物
洋画では、ブライアン・クランストンやデヴィッド・シュワイマー、ウィリアム・フィクナー、ビル・パクストン、マイケル・エマーソン、マイケル・キートンなどの吹き替えを担当しており、『不思議の国のアリス』や『ダンボ』や『モンスターズ・インク』などの作品でディズニーキャラクターの声を多く演じている。
声優デビュー作の『ペイトンプレイス物語』ではNGを出すこともあり、後に「当時は自分の（出演）番組を見るのがイヤだった」と回想している。
殺陣の稽古中のアクシデントで頭部に重傷を負って搬送されたが、翌日の『マイ・サイエンス・プロジェクト』のアフレコ収録には負傷した頭部に応急処置を施した上で参加したといい、共演した宮本充は牛山のプロ意識の高さに脱帽したという。また、宮本は牛山について、周囲を楽しく和やかにさせる存在で「気配りの人」「一言で表現するならば『饒舌』と語っている。
インタビューで好きな言葉を訊かれた際、普段よく思っている言葉として“自然体”を挙げている。
趣味は絵画。方言は諏訪弁（長野県南信地区）。

## 出演作品（俳優）

### 舞台
1976年
- カリギュラ（詩人）

1977年
- 嘘から出た嘘（フィリスト）

1979年
- 裸足で公園を（電話会社の男）

1980年
- 誰か一人があなたの子（第一のウェイター）

1981年
- ベッドルームを拝借（トレヴァー）
- ジュリアス・シーザー（1981年 - 2008年、市民、兵士、占い師）

1982年
- 御意にまかす（警部サンチュリ）
- ヘンリー四世（旅籠の番頭）

1983年
- ヴェニスの商人（ランスロット・ゴボー）

1984年
- オイディプス王（コーラス）
- ハムレット（ヴォルティマンド）

1985年
- 島清、世に敗れたり（1985年 - 1986年、デパートの店員）
- 夏の夜の夢（1985年 - 2006年、フィロストレイト、パック、ニック・ボトム）

1987年
- 十二夜（フェイビアン）
- オセロー（モンターノー）

1988年
- ロミオとジュリエット（ティボルト）

1989年
- リチャード三世（ブラッケンベリー）

1990年
- じゃじゃ馬ならし（ジョセフ）
- アルジャーノンに花束を（1990年 - 1997年、チャーリー・ゴードン）

1992年
- STEP!-ふんだりけったり-（レズリィ・ベインブリッジ）

1993年
- 八人の犬士たち

1995年
- ザ・カヴァルケイダーズ（ジョーシィ）
- 崑崙山の人々（ミン仙人）

1996年
- テムペスト（トリンキュロー）

1997年
- マーヴィンの部屋（ファリー医師）

1999年
- 空騒ぎ（ヴァージズ）
- クリスマス・キャロル（1999年 - 2021年、現在の精霊、ボブ・クラチット、進行役、ビジネスマン 他）

2001年
- チャリング･クロス街84番地（2001年 - 2006年、フランク・ドエル）
- 嘆きの天使（トノ）

2003年
- ナイチンゲールではなく（ジョー）

2004年
- コリオレイナス（シシーニアス・ヴァリュータス）
- OTODAMA
- チェーホフ的気分（チェーホフ）

2007年
- 台湾の大地を潤した男-八田與一の生涯-（八田智証、山形局長、靖夫）

2008年
- 修道女（司祭の声）

2011年
- 天国への二枚目の切符（2011年 -2012年）

2012年
- ら・ら・ら（2012年 - 2019年、赤木伸彦）

2013年
- 汚れた手（ポール公）
- 星の王子さま
- 良い子にご褒美（イワーノフ）

2014年
- リア王（グロスター伯）

2017年
- ポーランドの人形遣い（ポポフ 他）

2018年
- 評決 The Verdict（ユージーン･ミーハン）

2019年
- アドレス・アンノウン

2023年
- クリスマス・キャロル

2024年
- とりつくしま

### テレビドラマ
- 探偵物語 第1話「聖女が街にやって来た」（1979年9月18日、日本テレビ） - 警官
- 秘密のデカちゃん 第3話「昌子が同居! 新婚家庭は北寒港」（1981年、TBS）
- 特捜最前線第434話「悪女からのプレゼント!」（1985年、テレビ朝日）
- 土曜ワイド劇場（テレビ朝日）
  - 整形花嫁の復讐（1985年）
- 女ふたり捜査官 第19話（1987年2月6日、朝日放送/テレパック）
  - 西村京太郎トラベルミステリー24/山手線五・八キロの証言（1993年7月24日） - 大久保
- 銀河テレビ小説（NHK）
  - 総務部総務課山口六平太 第14話（1988年） - 里口
- 恐竜戦隊ジュウレンジャー 第28話・第29話（1992年9月4日・11日、テレビ朝日） - 伸一の父
- 有言実行三姉妹シュシュトリアン 第8話（1993年2月28日、フジテレビ） - 加納哲男
- 松本清張特別企画 聞かなかった場所（1997年7月7日、TBS）
- 牡丹と薔薇（2004年、フジテレビ） - 医者

### 映画
- 超能力者

### CM
- 蛇の目ミシン（金田正太郎）
- ヤクルト（情けないお父さん）

## 出演作品（声優）
太字はメインキャラクター

### 吹き替え

#### 担当俳優
イアン・ハート
- キリング・ミー・ソフトリー（ダニエル）※ソフト版
- マイケル・コリンズ（ジョー・オライリー）
- ランド・アンド・フリーダム/大地と自由（デヴィッド・カー）

ウィリアム・フィクナー
- 蒼い記憶（トミー）
- クラッシュ（フラナガン）
- go（バーク）
- パーフェクト ストーム（デヴィッド・“サリー”・サリヴァン）
- 薔薇の眠り（アーロン・ライリー）
- ヒート（ロジャー・ヴァン・ザント）※テレビ朝日版
- ブラックホーク・ダウン（サンダーソン軍曹）※ソフト版
- Mr.&Mrs. スミス（ウェクスラー博士）※ソフト版

ウィル・パットン
- エントラップメント（ヘクター・クルーズ）※テレビ東京版
- 蜘蛛女（マーティ）※テレビ朝日版
- コピーキャット（ニコレッティ刑事）※ソフト版

キーファー・サザーランド
- ツイン・ピークス/ローラ・パーマー最期の7日間（サム・スタンリー）※テレビ東京版
- 評決のとき（フレディ・リー・コッブ）※ソフト版
- フランキー・ザ・フライ（ジョーイ）

ケヴィン・ポラック
- ア・フュー・グッドメン（サム・ワインバーグ中尉）
- 気まぐれな狂気（ゴードン・ジェイコブソン）
- シーズ・オール・ザット（ウェイン・ボグス）
- パーフェクト・ファミリー（ネッド・バインドーフ）
- ラブリー・オールドメン（ジェイコブ・ゴールドマン）

ジェフ・ダニエルズ
- グース（トーマス・アルデン）※テレビ朝日版
- サムシング・ワイルド（チャールズ・ドリッグス）
- ブラッド・ワーク（バディ・ヌーン）※テレビ東京版

スティーヴン・キング
- スティーヴン・キングのキングダム・ホスピタル #13（ジョニー・B・グッド）
- スリープウォーカーズ（墓守り）
- ペット・セメタリー（牧師）※フジテレビ版
- ランゴリアーズ（トム・ホルビー）※NHK版

ソウル・ルビネック
- 警察署長 ジェッシイ・ストーン 暗夜を渉る（ヘイスティングス・ハサウェイ）
- 警察署長ジェッシイ・ストーン 訣別の海（ヘイスティングス・ハサウェイ）
- バスターのバラード（ルネ）
- 許されざる者（W・W・ブーシャンプ）

ティム・ロス
- 愛に囚われて（フィリップ・チャニー）
- ザ・ミスフィッツ（シュルツ）
- ツイン・ピークス The Return（ゲイリー・“ハッチ”・ハッチェンス）
- 奴らに深き眠りを（ダッチ・シュルツ）

デヴィッド・シューリス
- KAOS/カオス（ハデス）
- サンドマン（ドクター・デスティニー）
- ビッグ・リボウスキ（ノックス・ハーリントン）※BD版
- ランドスケーパーズ 秘密の庭（クリス・エドワーズ）

デヴィッド・シュワイマー
- ヴァージン・ハンド（レオ・ジェローム神父）
- 6デイズ/7ナイツ（フランク・マーティン）※フジテレビ版
- バンド・オブ・ブラザース（ハーバート・ソベル大尉）
- ビッグ・トラブル（チャーリー）
- フレンズ（ロス・ゲラー）

デヴィッド・ストラザーン
- 激流（トム・ハートマン）※テレビ朝日版
- ゲスト（スティーヴン）
- ザリガニの鳴くところ（トム・ミルトン）
- スパイダーウィックの謎（アーサー・スパイダーウィック）
- ツイステッド（メルヴィン・フランク医師）

デヴィッド・ペイマー
- アミスタッド（ジョン・フォーサイス）
- オーシャンズ13（極秘審査員）※フジテレビ版
- 訣別の街（エイブ・グッドマン）
- ペイバック（アーサー・ステグマン）※テレビ朝日版
- マイティ・ジョー（ハリー・ルーベン）※テレビ朝日版

トム・サイズモア
- トゥルー・ロマンス（コーディ・ニコルソン）※テレビ東京版
- ハートブルー（ディーツ）※日本テレビ版
- ハーレーダビッドソン&マルボロマン（チャンス・ワイルダー）※テレビ朝日版
- ヒート（マイケル）※ソフト版

ビル・パクストン
- エイリアン2（ハドソン）※テレビ朝日版特別編
- 2ガンズ（アール）
- トゥルーライズ（サイモン）※フジテレビ版
- バーティカル・リミット（ヴォーン）※テレビ朝日版
- モノリス（タッカー）

フィッシャー・スティーヴンス
- オンリー・ユー（ラリー・コルヴァッチ）
- スーパーマリオ 魔界帝国の女神（イギー）※日本テレビ版
- マイ・サイエンス・プロジェクト（ヴィンス・ラテロ）

ブライアン・クランストン
- ARGYLLE/アーガイル（リッター）
- アニマル ー自然界の実力者たちー（ナレーター）
- アステロイド・シティ（テレビ番組の司会者）
- 潜入者（ロバート・メイザー）
- フィリップ・K・ディックのエレクトリック・ドリームズ（サイラス）
- ブレイキング・バッド（ウォルター・ホワイト）
- エルカミーノ: ブレイキング・バッド THE MOVIE（ウォルター・ホワイト）

ブラッド・ドゥーリフ
- エージェント・オブ・シールド シーズン1 #16（トーマス・ナッシュ）
- エイリアン4（ジョナサン・ゲディマン）※ソフト版
- 告発（バイロン・スタンフィル）
- 薔薇の素顔（クラーク）※ソフト版

ポール・ジアマッティ
- ビッグママ・ハウス（ジョン）
- ビッグ・ライアー（マーティ・ウルフ）
- ペイチェック 消された記憶（ジョーティー）※テレビ朝日版

マイケル・エマーソン
- ARROW/アロー シーズン6（ケイデン・ジェームズ）
- X-ファイル シーズン9 #18（オリヴァー・マーティン）
- ソウ（ゼップ・ヒンドル）
- PERSON of INTEREST 犯罪予知ユニット（ハロルド・フィンチ）
- LOST（ベンジャミン・ライナス）

マイケル・キートン
- スポットライト 世紀のスクープ（ウォルター・“ロビー”・ロビンソン）
- バードマン あるいは（無知がもたらす予期せぬ奇跡）（リーガン・トムソン / バードマン）
- ロボコップ（レイモンド・セラーズ）

マット・クレイヴン
- クリムゾン・タイド（ロイ・ジマー大尉）※ソフト版
- ジェイコブス・ラダー（マイケル・ニューマン）※ソフト版
- ゾディアック 覚醒（ハーヴェイ）
- ポーリー（ウォーレン・オルウェザー）

ミカエル・ニクヴィスト
- ハンターキラー 潜航せよ（セルゲイ・アンドロポフ艦長）
- ミレニアムシリーズ（ミカエル・ブルムクヴィスト）
  - ミレニアム ドラゴン・タトゥーの女
  - ミレニアム2 火と戯れる少女
  - ミレニアム3 眠れる女と狂卓の騎士

リーランド・オーサー
- エスケープ・フロム・L.A.（テストチューブ）※フジテレビ版
- 96時間シリーズ（サム）
  - 96時間
  - 96時間/リベンジ
  - 96時間/レクイエム

- セブン（マッサージ店の客）※フジテレビ版
- ビジター/フロム・マース（マイケル・パーケット）

#### 映画（吹き替え）
- アースブレイク（マーク・デッカー〈ヴィンセント・スパーノ〉）
- アーノルド・シュワルツェネッガーのSF超人ヘラクレス（ロッド・ネルソン）
- 愛が微笑む時（トーマス・ライリー〈ロバート・ダウニー・ジュニア〉）
- アイス・ステーション（ブライアン・シェバンスキー少尉〈マックス・パーリック〉）
- 愛されちゃって、マフィア（トミー〈ポール・レイザー〉）※機内上映版
- 愛すべき夫妻の秘密（ウィリアム・フローリー〈J・K・シモンズ〉）
- アイデンティティー（ジョージ〈ジョン・C・マッギンリー〉）※テレビ東京版
- 愛と哀しみの旅路（ナカムラ、上官）※ソフト版
- 愛と青春の鼓動（ケニー・ローズ）
- アイリス（若き日のジョン〈ヒュー・ボネヴィル〉）
- アウト・オブ・タウナーズ（グレッグ〈マーク・マッキニー〉、アンドリュー・ロイド・ウェバー）
- アウトブレイク（ケイシー〈ケヴィン・スペイシー〉）※日本テレビ版
- 青い夢の女（シャピロー警視）
- 蒼き獣たち（ホン〈チェン・カンタイ〉）
- 悪党に粛清を（マリック保安官〈ダグラス・ヘンシュオール〉）
- アゲイン/明日への誓い ※ソフト版
- アステロイド・シティ（エイリアン〈ジェフ・ゴールドブラム〉）
- アストロノーツ（マイケル・コリンズ〈ジム・メッツラー〉）※ソフト版、（ニール・アームストロング〈ジェフリー・ノードリング〉）※フジテレビ版
- 明日に向って撃て!（ブレッドソー保安官〈ジェフ・コーリー〉）※オンデマンド版
- アット・ファースト・サイト あなたが見えなくても（フィル・ウェブスター〈ネイサン・レイン〉）
- アトラクション -制圧-（レベデフ大佐〈オレグ・メンシコフ〉）
  - アトラクション -侵略-
- アナコンダ（ウエストリッジ〈ジョナサン・ハイド〉）※テレビ朝日版
- アナライズ・ミー（ジミー〈リチャード・S・カステラーノ〉）※テレビ朝日版
- アバウト・シュミット（ジョン・ラスク〈ハリー・グローナー〉）
- アパッチ ※テレビ朝日版
- アビエイター（ジャック・フライ〈ダニー・ヒューストン〉、ニュース映画アナウンサー）
- アベレーション（ユーリ・ロマノフ〈ヴァレリ・ニコラエフ〉）
- アポカリプス・ウォッチ/陰謀の黙示録（フレデリック・デ・ブリーズ〈ベネディク・ブリス〉）
- アマゾネス・プリズン（フランク・ノーラン〈クリスチャン・ロレンツ〉）※テレビ東京版
- アムステルダム無情（フェルミーア〈セルジュ＝アンリ・ヴァルック〉）※フジテレビ版
- アメリカン・ウーマン（イアン・オドネル〈ショーン・マッギンリー〉）
- アメリカン クリスマス・キャロル（メリー・ベル〈デヴィッド・ウェイン〉）※テレビ東京版
- アメリカン・ジャスティス（ウォーレン・ジャコポヴィッチ〈ステラン・スカルスガルド〉）
- アラクニッド（ヘンリー・カプリ〈ラヴィル・イシヤノフ〉）
- アラクノフォビア（ロイド・パーソンズ保安官〈スチュアート・パンキン〉）※ソフト版
- 嵐が丘（ロックウッド）
- ある貴婦人の肖像（ラルフ・タチェット〈マーティン・ドノヴァン〉）
- あるスキャンダルの覚え書き（ブライアン・バングス〈フィル・デイヴィス〉）
- アルティメット・ストーム（スチュワート・マクマホン〈クリフ・デ・ヤング〉）
- アルティメット・フォース 孤高のアサシン（ジェイナス〈イゴール・ガロ〉）
- アレックス（ピエール〈アルベール・デュポンテル〉）
- 暗黒街の顔役（ロヴォ〈オスグッド・パーキンス〉）
- 暗殺者（レミー）※テレビ朝日版
- アンタッチャブル（オスカー・ウォーレス〈チャールズ・マーティン・スミス〉）※ソフト版・テレビ朝日版・テレビ東京版
- アンディ・ガルシア 沈黙の行方（マイケル・ハンター〈アンディ・ガルシア〉）
- アンドリューNDR114（リチャード・マーティン〈サム・ニール〉）※ソフト版
- unknown/アンノウン（鼻の折れた男〈グレッグ・キニア〉）
- E.T.（キーズ〈ピーター・コヨーテ〉）※DVD版
- イヴの総て（ビル〈ゲイリー・メリル〉）※PDDVD版
- 遺産相続は命がけ!?（フランク〈フィル・ハートマン〉）
- ICHIGEKI　一撃（ミスター・エルギン）
- イップ・マン 序章（チンチュン〈サイモン・ヤム〉）
- イップ・マン 葉問（チンチュン〈サイモン・ヤム〉）
- 愛しのローズマリー（ウォルト〈レネ・カービー〉、ラーソン牧師〈ブルース・マッギル〉）
- 今ひとたび（アーニー）
- インデペンデンス・デイ（ブラキッシュ・オークン博士〈ブレント・スパイナー〉[27]）※テレビ朝日版
- インヒアレント・ヴァイス（ルーディ・ブラットノイド〈マーティン・ショート〉）
- インビジブル（フランク・チェイス〈ジョーイ・スロトニック〉）※テレビ朝日版
- インベイド（ショーン・ランバート〈オリヴィエ・グラナー〉）
- ヴァン・ヘルシング（トップ・ハット〈トム・フィッシャー〉）※ソフト版
- ウィルソン（オーソン〈デヴィッド・ウォーショフスキー〉）
- ウインズ（ジョー・ハイザー〈ステラン・スカルスガルド〉）
- ウエスタン（ウォブルス）※ソフト版
- ウォリアーズ 異空の戦士（火の戦士チー〈ウェイ・ワン〉）
- ウォンテッド（エクスターミネーター〈コンスタンチン・ハベンスキー〉[28]）※BSテレ東版
- 海辺の家（ブライアン・バーク〈ジョン・パンコウ〉）
- 美しき虜（ブラス・フォンティヴェロス〈アントニオ・レシネス〉）
- 噂のテディ・ロビン/美女・美女スパイにご用心!（フジサン1号〈エリック・コット〉）
- エア★アメリカ
- エア・バディ2（ポポフ）※機内上映版
- エアポート'98（フランク）
- エアリフト（アレックス・キールベルグ〈ウルリッヒ・ネーテン〉、セミャノフ）
- H ［エイチ］（刑務所長）
- エイリアン（ケイン〈ジョン・ハート〉）※テレビ朝日版
- エイリアン2（スコット・ゴーマン中尉〈ウィリアム・ホープ〉）※テレビ朝日（デジタルリマスター）版
- エイリアン3（アーロン〈ラルフ・ブラウン〉）※テレビ朝日版
- エイリアン・ネイション（ビル・タグル）※ソフト版
- エクソシスト ディレクターズ・カット版（バーク・デニングス〈ジャック・マッゴーラン〉）
- エクソシスト3（フリードマン医師〈ケン・ラーナー〉）※VHS版
- エステサロン ヴィーナス・ビューティ（ジャック〈ジャック・ボナフェ〉）
- エネミー・ウォー（少佐〈ジャンカルロ・ジャンニーニ〉）
- エネミー・ライン（エルノート・ヴァン・リンデン）※フジテレビ版
- エリア51（デヴィッド・ウェルズ）
- エンジェルス2（アーティ）
- エンツォ レーサーになりたかった犬とある家族の物語（ルカ・パントーニ）
- エンプレス/運命の戦い（伯常〈コウ・ジェンハイ〉）
- オーシャン・オブ・ファイヤー（ロー・ラスムセン）
- オーストラリア（ニール・フレッチャー〈デビッド・ウェナム〉）
- オーメン18エンジェル（ヒュー・スタントン〈クリストファー・マクドナルド〉）
- 黄金の七人（アルド〈ガブリエレ・ティンティ〉）※テレビ東京版
- 狼たちの街（エラリー・クーリッジ〈チャズ・パルミンテリ〉）※ソフト版
- おかしな関係（セイード〈クリストファー・メイハー〉）
- 踊れトスカーナ!（リーベロ・クァリーニ）
- オフビート（ミッキー〈ハーヴェイ・カイテル〉）※テレビ東京版
- 想い出の微笑（ダニー・リッツ〈マイケル・リチャーズ〉）
- 親指こぞうニルス・カールソン（お父さん〈チャーリー・エレヴェガルド〉）
- カー・ウォッシュ（スライ〈ギャレット・モリス〉）
- ガーディアン/森は泣いている（ラルフ・ヘス〈ミゲル・フェラー〉、刑事〈ザンダー・バークレー〉）※VHS版
- ガールズ ※テレビ東京版
- 海底20000マイル（ブレティン誌記者〈デイトン・ルーミス〉）※バンダイ版
- カウベルズ/パパのビジネスを救え!（ボブ・フェンウィック）
- 画家と庭師とカンパーニュ（画家〈ダニエル・オートゥイユ〉）
- 影のない男（ヴィクトール〈ヨアヒム・クロル〉）
- カサノヴァ 最後の恋（カミーユ〈ファブリス・ルキーニ〉）
- カサブランカ（ウーガーテ〈ピーター・ローレ〉）※テレビ東京版
- 彼女はホログラム・スター（レコード会社社長）
- から騒ぎ（ヴァージス〈ベン・エルトン〉）
- ガリシアの獣（裁判長）
- カリブの嵐（剣士）※フジテレビ版
- がんばれ!ルーキー（ダーキン）
- カンフーキッド/好小子（シャオサイ）
- ガン・ホー（ジュニア〈ジミー・ケネディ〉）
- キース・リチャーズ: アンダー・ザ・インフルエンス（ワディ・ワクテル）
- キャスパー（ジェームズ・ハーヴェイ博士〈ビル・プルマン〉）※VHS版、（ディッブス〈エリック・アイドル〉）※DVD版
- キャデラック・マン（ヘンリー）※VHS版
- キュア 〜禁断の隔離病棟〜（副所長〈エイドリアン・シラー〉）
- 恐怖の人体研究所（ローレンス・エノー）
- 恐竜伝説ベイビー（ケンジ・オービー〈ヒュー・クァーシー〉）※バンダイ版
- グース（デヴィッド・アルデン〈テリー・キニー〉）※ソフト版
- クイズ・ショウ（ディック・グッドウィン〈ロブ・モロー〉）
- 鯨の中のジョナ（マックス〈ジャン＝ユーグ・アングラード〉）
- 暗い日曜日（ラズロ・サボー〈ヨアヒム・クロル〉）
- クライムブローカー 仮面の誘惑（ハリソン警部〈リチャード・ロクスバーグ〉）
- クライング・ゲーム（ファーガス〈スティーヴン・レイ〉）
- グリーンマイル（エデュアール・"デル"・ドラクロア〈マイケル・ジェッター〉）※ソフト版
- クリスティーナの好きなコト（ロジャー・ドナヒュー〈ジェイソン・ベイトマン〉）
- クリスティーン（ムーチー）※テレビ朝日版
- クリスマス黙示録（カート・リトル）
- CLIFF SEVEN/人質奪還指令（ミッチ・スティーヴンス）
- クリフハンガー（マセソン捜査官）※日本テレビ版
- クリムゾン・タイド（ピーター大尉〈ヴィゴ・モーテンセン〉）※日本テレビ版
- グリンチ ※NHK版
- グレッグのおきて（ドレイビック先生〈ジョン・ショウ〉）
- グレッグのダメ日記3（ドレイビック先生〈ジョン・ショウ〉、ロウリーの父）
- クロコダイル・ダンディー（リチャード・メイソン〈マーク・ブラム〉）※フジテレビ版
- クロコダイル・ダンディー2（ボブ・ターナー〈デニス・ボウトシカリス〉、アースキン）※フジテレビ版
- 刑事ジョン・ブック 目撃者（ダニエル〈アレクサンドル・ゴドゥノフ〉）※テレビ朝日版
- ゲッタウェイ（置き引き屋〈リチャード・ブライト〉）※テレビ朝日版
- ゲッタウェイ（ハロルド・カーヴェイ〈ジェームズ・スティーヴンス〉）※テレビ朝日版
- ゴースト/ニューヨークの幻（ウィリー・ロペス〈リック・アビレス〉）※ソフト版
- ゴーストバスターズ（イゴン・スペングラー博士〈ハロルド・ライミス〉[29]）※ソフト版
  - ゴーストバスターズ/アフターライフ（イゴン・スペングラー博士）
- ゴーストバスターズ2（ヤノシュ〈ピーター・マクニコル〉）※テレビ朝日版
- コードネームはファルコン（ドールトン・リー“スノーマン”〈ショーン・ペン〉）
- GO NOW ゴー・ナウ（ニック〈ロバート・カーライル〉）
- コール・オブ・ヒーローズ/武勇伝（リウ〈リウ・カイチー〉）
- コールド・クリーク 過去を持つ家（レイ・ピンスキー）
- コールド・ハート（T〈クリス・ノース〉）
- 恋する40DAYS（ジェリー・アンダーソン〈グリフィン・ダン〉）
- 恋はデジャ・ブ（ラリー〈クリス・エリオット〉）
- 恋人たちの予感（ジェス〈ブルーノ・カービー〉）※ソフト版
- 氷の微笑（ラモット博士〈スティーヴン・トボロウスキー〉）※ソフト版
- 告発文書（ニール・ローマー〈ウィリアム・アザートン〉）
- 心のままに（パトリック〈トム・アーウィン〉）
- GODZILLA（チャールズ・ケイマン〈ハリー・シアラー〉）※ソフト版[10]
- ゴッドファーザー（フレド・コルレオーネ〈ジョン・カザール〉）※テレビ東京版・新旧ソフト版
- ゴッドファーザー PART II（フレド・コルレオーネ〈ジョン・カザール〉）※テレビ東京版・新旧ソフト版
- コラテラル・ダメージ（ショーン・アームストロング〈ジョン・タトゥーロ〉）※ソフト版
- 殺しのドレス（クリーヴランド・サム）※テレビ朝日版
- コロンブス（クリストファー・コロンブス〈ジョージ・コラフェイス〉）
- コンクエスタドール（ボルチ〈アンジェイ・ヒラ〉）
- 最愛の大地（ネボイシャ・ブコエビッチ〈ラデ・シェルベッジア〉）
- ザ・インターネット（アラン・チャンピオン〈デニス・ミラー〉）※テレビ朝日版、（デイル・ヘスマン〈レイ・マッキノン〉）※ソフト版
- ザ・コア（コンラッド・ジムスキー博士〈スタンリー・トゥッチ〉）※テレビ朝日版
- ザ・コンテンダー（ウィリアム・ハンソン）
- ザ・シークレット・サービス（アル・ダンドゥレア〈ディラン・マクダーモット〉）※テレビ朝日版
- 誘う女（マイク・ウォーデン刑事）
- ザ・ハリケーン（サム・チャイトン〈リーヴ・シュレイバー〉）※ソフト版
- ザ・フーリガン（トレバー〈リチャード・グレアム〉）
- ザ・ファントム（ザンダー・ドラックス〈トリート・ウィリアムズ〉）※ソフト版
- ザ・フライ（産婦人科医〈デヴィッド・クローネンバーグ〉）
- ザ・フライ2 二世誕生（トリンブル）※ソフト版
- ザ・プレイヤー（グリフィン・ミル〈ティム・ロビンス〉）※ソフト版
- サマー・オブ・サム（ジョン・ジェフリーズ〈スパイク・リー〉）
- ザ・メキシカン（テッド・スローカム〈J・K・シモンズ〉）※ソフト版
- さよならバディ（ハンク、マイク・マクシェイン）
- サラマンダー（バーロー〈ネッド・デネヒー〉）
- ザ・リバー（トム・ガーヴェイ〈メル・ギブソン〉）
- 三銃士（ジラルド〈ポール・マッギャン〉）
- サンタモニカ・ダンディ（ウェブリー保安官〈ボブ・バラバン〉）
- 3人の婚約者（エリック）
- シークレット・ミッション（アンドラス・ブカリン〈ユルゲン・プロホノフ〉）
- シービスケット（トム・スミス〈クリス・クーパー〉）
- しあわせへのまわり道（テッド〈ジェイク・ウェバー〉）
- JFK（オズワルド〈ゲイリー・オールドマン〉）※ソフト版
- シェイクダウン（エージェント・アレック・“マック”・マッケイ〈ウルフ・ラーソン〉）
- シェフと素顔と、おいしい時間（医師〈スカリ・デルペイラ〉）
- シェルタリング・スカイ（エルガー）
- 地獄からの生還/プラトーン・リーダー（ジャン・シュルツ）
- 7月4日に生まれて（医師〈マーク・モーゼス〉、退役軍人〈マイケル・ウィンコット〉）※テレビ朝日版
- 七福星（念力〈リチャード・ン〉）
- シックス・デイ（ドラッカー〈トニー・ゴールドウィン〉）※ソフト版
- シティ・スリッカーズ（エド・フリロ〈ブルーノ・カービー〉）※VHS版
- 死ぬまでにしたい10のこと（トンプソン医師〈ジュリアン・リッチングス〉）
- 死への逃避行（青白い男性〈ギイ・マルシャン〉）※テレビ東京版
- シャークアタック（マニ）
- ジャイアント・ベビー（チャールズ・ヘンドリクソン〈ジョン・シェア〉）※ソフト版、（ウェイン・サリンスキー博士〈リック・モラニス〉）※日本テレビ版
- ジャッカルの日（キャロン〈デレク・ジャコビ〉）※テレビ東京版
- ジャック・フロスト（マック・マッカーサー〈マーク・アディ〉）
- ジャック・メスリーヌ フランスで社会の敵No.1と呼ばれた男（コンピエーニュ裁判所判事〈アラン・ドゥテー〉）
- ジャッジメント・ナイト（ファロン〈デニス・リアリー〉）
- シャドー・ウォリアーズ/地獄の要塞（ヴァン・ホルト）
- シャム猫FBI/ニャンタッチャブル（カヌー・ヘンダーソン〈トム・ローウェル〉、スパイヤーズ）
- 上海ブルース（饅頭屋、警官）
- ジョーズ'98 激流篇（スティーヴン・ミラー）
- ジョイ・ラック・クラブ（ハロルド〈マイケル・ポール・チャン〉）
- 女王陛下のお気に入り（ゴドルフィン〈ジェームズ・スミス〉）
- ジョシュア 大国に抗った少年（マーティン・リー）
- ジョニーの事情（ダンテ / ジョニー〈ロベルト・ベニーニ〉）
- ジョンQ -最後の決断-（ジミー・パランボ〈デヴィッド・ソーントン〉）※ソフト版
- 白雪姫とエッチな仲間たち（ノンキ）
- 死霊館シリーズ（ゴードン神父〈スティーヴ・コールター〉）
  - アナベル 死霊博物館
  - 死霊館 エンフィールド事件
  - 死霊館 悪魔のせいなら、無罪。[30]
- 白と黒のナイフ（スコット・タルボット）
- ジングル・オール・ザ・ウェイ2（ビクター〈ブライアン・ステパニック〉）
- 真実の瞬間（クロード・ロワン）
- 人生はシネマティック!（アンブローズ・ヒリアード/フランク〈ビル・ナイ〉）
- 新トータル・リコール（フィリップ・クレメント〈アレックス・ハイド＝ホワイト〉）
- シンプル・プラン（ジェイコブ・ミッチェル〈ビリー・ボブ・ソーントン〉）
- 新ポリス・ストーリー（本部長）※ソフト版
- スウィーパーズ（セシル・ホッパー〈ブルース・ペイン〉）
- スウィッチ/素敵な彼女?（スティーヴ・ブルックス〈ペリー・キング〉）
- スカーフェイス（オマール・スアレス〈F・マーリー・エイブラハム〉、チャールズ・グッドソン〈グレッグ・ヘンリー〉）※ソフト版
- 杉原千畝 スギハラチウネ（ドイツ軍大佐）
- スクール・ウォーズ/もうイジメは懲りごり!（デヴィッド・レアリー〈リック・モラニス〉）
- スクリーマーズ（エース・ジェファーソン〈アンディー・ラウアー〉）※フジテレビ版
- スクワント/伝説の勇者（ダニエル修道士〈マンディ・パティンキン〉）
- スター・クレイジー（スキップ・ドナヒュー〈ジーン・ワイルダー〉）※Netflix版
- スタートレックV 新たなる未知へ（ヒカル・スールー〈ジョージ・タケイ〉）※機内上映版
- スタートレック ジェネレーションズ（トリアン・ソラン〈マルコム・マクダウェル〉）
- スティング（J・J・シングルトン〈レイ・ウォルストン〉、ベニー・ガーフィールド）※ソフト版
- ステップフォード・ワイフ（ロジャー〈ロジャー・バート〉）
- ストライク・コマンドー（ベトコン兵士）
- スナイパー/狙撃（クライン〈コンラッド・ダン〉）※テレビ東京版
- スニーカーズ（グンター・ジャネック〈ドナル・ローグ〉）※ソフト版
- スネーク・アイズ（ルー・ローガン〈ケヴィン・ダン〉）※ソフト版
- スパイ・バウンド（ロイク〈リュドヴィック・シェンデルフェール〉）
- スパルタカス（グラブラス〈ジョン・ドール〉）※ソフト版
- スパルタンX（デビッドの父〈ポール・チャン〉[31]）※ソフト版
- スピーシーズ3 禁断の種（アボット教授〈ロバート・ネッパー〉）
- スピード（スティーブンス〈アラン・ラック〉[32]）※ソフト版
- スペースデスペラード（キャル・ブロディ〈コリン・カニンガム〉）
- SLAM（ホファ）
- スリーメン&ベビー（ジャン・クロパッツ〈デレク・デ・リント〉、アダム）※フジテレビ版
- スリーメン&リトルレディ（マイケル・カーラム〈スティーヴ・グッテンバーグ〉）※スター・チャンネル版
- スリー・リバーズ（ジミー・テディロ〈ロバート・パストレリ〉）※ソフト版、テレビ朝日版
- スリング・ブレイド（店員〈ジム・ジャームッシュ〉、テレンス、牧師）
- 青蛇転生（法海〈チウ・マンチェク〉）
- ゼイリブ（ブロンドの警官〈ノーマン・ハウエル〉）
- ゼウス&ロクサーヌ/イルカにのった犬（テリー・バーネット〈スティーヴ・グッテンバーグ〉）
- 世界が燃えつきる日（守衛）※TBS版
- 世界中がアイ・ラヴ・ユー（ハリー・ウィンストンの販売員、脱獄犯）
- セレブリティ（リー・サイモン〈ケネス・ブラナー〉）
- 戦火の勇気（モンフリーズ軍曹〈ルー・ダイアモンド・フィリップス〉）※テレビ朝日版
- 戦場のピアニスト（ミルカ）
- ソープディッシュ（デヴィッド〈ロバート・ダウニー・ジュニア〉）
- 続・猿の惑星（ジョン・クリストファー・ブレント少佐〈ジェームズ・フランシスカス〉[33]）※TBS版（追加録音部分）
- 訴訟（ブライアン〈ジョナサン・シルヴァーマン〉）
- その名にちなんで（アシマの父）
- ダーク・エンジェル（アーウッド・”ラリー”・スミス特別捜査官〈ブライアン・ベンベン〉）
- ダークナイト ライジング（ジョージ・フレデリックス〈ジョン・ノーラン〉）
- ダーク・ブルー（ヘッセ中尉）
- ダークマン（ペイトン・ウエストレイク / ダークマン〈リーアム・ニーソン〉）※VHS版
- ターザン:REBORN（ムヴィロ〈ユール・マシテン〉[34]）
- 大逆転（ルイス・ウィンソープ3世〈ダン・エイクロイド〉）※テレビ朝日版
- ダイ・ハード（トニー〈アンドリアス・ウイスニウスキー〉）※テレビ朝日版
- ダイ・ハード3（リッキー・ウォルシュ〈アンソニー・ペック〉）※テレビ朝日版
- タイムコップ（ライル・アトウッド）※ソフト版、（リッキー）※テレビ朝日版
- 宝島（ブラインド・ピュー〈ジョン・ローリー〉、アロー〈デヴィッド・デイヴィス〉）※VHS版
- TATARI タタリ（プライス〈ジェフリー・ラッシュ〉）
- 脱走特急 ※日本テレビ版
- ダニエル・スティール/愛のカレイドスコープ・訣別の微笑（若きアーサー〈ベン・レモン〉）※テレビ東京版
- 007/消されたライセンス（トゥルーマン＝ロッジ〈アンソニー・スターク〉）※ANA機内上映版
- 007 ゴールデンアイ（ボリス・グリシェンコ〈アラン・カミング〉）※テレビ朝日版
- 007 トゥモロー・ネバー・ダイ（デイブ・グリーンウォルト〈コリン・スティントン〉）※フジテレビ版
- タワーリング・インフェルノ（カルロス〈グレゴリー・シエラ〉）※BSジャパン版
- ダンス・ウィズ・ウルブズ ※テレビ朝日版
- チェーン・リアクション（ルー・チェン〈ツィ・マー〉）※ソフト版
- チェイサー（ソウル機動捜査隊長〈チェ・ジョンウ〉）
- 地球の頂上の島（オミアック〈マコ岩松〉）※TBS版
- チビッ子ギャング台風（ジョン・ウィントル）
- チャーリー（シドニー・チャップリン）
- チャーリー・ウィルソンズ・ウォー（ポール・ブラウン〈ブライアン・マーキンソン〉、大使館関係者）
- チャーリー・モルデカイ 華麗なる名画の秘密（スピノザ〈ポール・ホワイトハウス〉）
- チャイニーズ・ウォリアーズ（スカイ1号〈イー・トンシン〉）
- チャンス ※TBS版
- ツイスター（ロバート・“ラビット”・ノリック〈アラン・ラック〉）※ソフト版
- ツインズ（アル・グレコ〈デヴィッド・カルーソ〉）※テレビ朝日版
- 冷たい月を抱く女（アンディ・セイフィアン〈ビル・プルマン〉）※テレビ東京版
- デーヴ（マーリー・ブラム〈チャールズ・グローディン〉）※ソフト版
- デアデビル（ニック・マノリス刑事）
- デイズ・オブ・グローリー（ロジャー・マルチネス〈ベルナール・ブランカン〉）
- ディスクロージャー（フィリップ・ブラックバーン〈ディラン・ベイカー〉）※テレビ朝日版
- デスペラード（集金人〈クエンティン・タランティーノ〉）※テレビ朝日版
- デス・レース（ウーリック〈ジェイソン・クラーク〉）
- デッド・エンド/特捜記者ブラティガンの挑戦（ウィルソン・リアー〈グレッグ・ヘンリー〉）
- デッド・カーム/戦慄の航海（病室の医師）
- デッドフォール（デイヴィスFBI捜査官〈ロイ・ブロックスミス〉、スリンキー〈クリント・ハワード〉）※ソフト版
- デビル（エドウィン・ディアス〈ルーベン・ブラデス〉、フランキーの父）※ソフト版
- デビルズ・ダブル -ある影武者の物語-（ムネム）
- デューン/砂の惑星（Hガード1）※テレビ朝日版
- デュプリシティ 〜スパイは、スパイに嘘をつく〜（デューク・モナハン〈デニス・オヘア〉）
- デルタ17°/戦火の目撃者（ラルフ・ジョンソン〈クリストファー・オールポート〉）
- デルタフォース2（アーネストロ・フロレス）
- DENGEKI 電撃（アラン・モリス）※日本テレビ版
- 天国の青い蝶（アレホ）
- 天使とデート（レックス）
- 天地創造（アダム〈マイケル・パークス〉）※テレビ朝日版
- 天と地（サオ）
- DOOM（ディーン・ポートマン伍長〈リチャード・ブレイク〉）
- 12モンキーズ（ドクター・ピータース〈デヴィッド・モース〉）※フジテレビ版
- 28DAYS（コーネル・ショウ〈スティーヴ・ブシェミ〉）
- 透明人間（ジョージ・タルボット〈マイケル・マッキーン〉）※テレビ朝日版
- トゥルーナイト（アグラベイン〈リアム・カニンガム〉）
- 遠すぎた橋（ホロックス中将〈エドワード・フォックス〉）※ソフト版
- ドク・ソルジャー/白い戦場（ルディ・ボブリック〈ジョン・C・マッギンリー〉）※ソフト版
- ドクター・ジャガバンドー（サイモン・アロンソ）
- ドクター・ドリトルシリーズ（犬のラッキー〈ノーム・マクドナルド〉）※ソフト版
  - ドクター・ドリトル
  - ドクター・ドリトル2
  - ドクター・ドリトル3
  - ドクター・ドリトル ザ・ファイナル
- 特攻サンダーボルト作戦（ヨナタン・“ヨニ”・ネタニヤフ〈スティーヴン・マクト〉）
- ドラキュラ（レンフィールド〈トム・ウェイツ〉）※旧ソフト版、（ジャック・セワード〈リチャード・E・グラント〉）※テレビ朝日版
- ドラキュラvsヴァン・ヘルシング（ヴァン・ヘルシング〈デヴィッド・スーシェ〉）
- ドラゴンロード（ウォン〈ポール・チャン〉[35]）※ソフト版
- トリスタンとイゾルデ（ウィクトレッド〈マーク・ストロング〉）
- トロイ（エウドロス〈ヴィンセント・リーガン〉）※テレビ朝日版
- 泥棒がいっぱい（ダニエル・オブライエン〈ピーター・フォーク〉）※テレビ東京版
- トロン（ラム〈ダン・ショア〉）※フジテレビ版
- 永遠の愛に生きて
- ナイト・アイズ 危険な肉体 ※テレビ東京版
- ナイトホークス（ケンナ〈ロバート・ピュー〉）※テレビ朝日版
- ナイルの宝石（アル・ジャハラ）※テレビ朝日版
- ナインハーフ
- ナビゲイター（夜警ブライトン〈テッド・バルジュ〉、科学者〈パリス・バックナー〉）※日本テレビ版
- 南極日誌（ソ・ジェギョン）
- 難破船（グラント船長〈ジャック・グウィリム〉、囚人、門番）
- 南部の唄（ブレア・ベア）※ポニー版
- ニクソン（ジョン・ディーン〈デヴィッド・ハイド・ピアース〉）
- ニコラスの贈りもの（パオロ〈マンリコ・ガンマロータ〉）※NHK-BS2版
- ニッキーとジーノ（ドミニク・“ニッキー”・ルチアーノ〈トム・ハルス〉）※テレビ版
- ニュージャージー・ドライブ（ロスコー）
- ニュー・ジャック・シティ（ジー・マネー〈アレン・ペイン〉）※ソフト版
- ニル・バイ・マウス（マーク〈ジェイミー・フォアマン〉）
- ネイビー・シールズ（レクサー〈シリル・オライリー〉）※VHS版
- ネバーエンディング・ストーリー 第2章 ※テレビ朝日版
- ネバーエンディング・ストーリー3（バーニー・バックス〈ケヴィン・マクナルティ〉）※テレビ朝日版
- ノー・エスケイプ（ダイサート）※テレビ東京版
- ノー・グッド・シングス（デヴィッド・ブルースター〈ジョナサン・ヒギンズ〉）
- のるかそるか（リードン）※VHS版
- ノンストップ・ガール（ニューヨークの車泥棒〈アート・アレクサキス〉、マイク）
- ハードウェア（シェイズ〈ジョン・リンチ〉）
- ハート・オブ・ジャスティス
- ハード・トゥ・キル（ダニー）※テレビ朝日版
- ハートに火をつけて（ピネラ〈ジョン・タトゥーロ〉）※劇場公開版・バックトラック版
- ハートブレーカー（ブルー〈ピーター・コヨーテ〉）※テレビ東京版
- パーフェクト・カップル（ランディ・カリガン〈ブライアン・マーキンソン〉）
- バイバイ・ラブ（ヴィク・ダミーコ〈ランディ・クエイド〉）
- パイレーツ・オブ・カリビアン/デッドマンズ・チェスト（バーサー）
- ハウスゲスト/あんただ〜れ?（ロン・ティマーマン〈ジェフリー・ジョーンズ〉）
- バスケットボール・ダイアリーズ（フランキー・パインウォーター）
- 裸の十字架を持つ男/エクソシストフォーエバー（ブライドン・アグレット）
- バタリアン2
- バックドラフト（レイ・サントス）※ソフト版・テレビ朝日版
- バッド・ガールズ（ウィリアム・タッカー〈ジェームズ・レグロス〉）※ソフト版
- バットマン ビギンズ（フェイデン判事〈ジェラルド・マーフィー〉、ジョージ・フレデリックス〈ジョン・ノーラン〉）※劇場公開版
- バトルランナー（エージェント）※フジテレビ版
- パニック・イン・スタジアム（ボブ神父〈ミッチェル・ライアン〉）※テレビ朝日版
- パニック・フライト（チャールズ・キーフ〈ジャック・スカリア〉）
- パラノイア（デヴィッド・ダニエルズ）
- パンチドランク・ラブ（ランス〈ルイス・ガスマン〉）
- ハンテッド（キンジョー〈ジョン・ローン〉）
- ピーウィーの大冒険（チャック）
- ビッグ・ガン（カレ〈ロジェ・アナン〉）※ニュージャパンフィルム版
- ビッグ・バウンス（ボブ・ロジャース〈ハリー・ディーン・スタントン〉）
- 羊飼いと屠殺者（ジョン・ウェバー〈スティーヴ・クーガン〉）
- 羊たちの沈黙（バッファロー・ビル〈テッド・レヴィン〉）※VHS版
- ヒップホップ・プレジデント（マーティン・ゲラー〈ディラン・ベイカー〉）
- ビバリーヒルズ・コップ3（ビリー・ローズウッド〈ジャッジ・ラインホルド〉）※フジテレビ版
- 秘密指令 クラッシュ（パーマー・デイヴィス〈キム・コーツ〉）
- ビューティフル・マインド（ジョン・ナッシュ〈ラッセル・クロウ〉）
- ヒューマンネイチュア（ネイサンの父〈ロバート・フォスター〉）
- 評決のとき（オリー・エイジー牧師）※ソフト版
- フーズ・ザット・ガール（ラウドン・トロット〈グリフィン・ダン〉）
- 胡同のひまわり（チャン・ゴンニエン）
- ブーメラン（ジェラード・ジャクソン〈デヴィッド・アラン・グリア〉）
- ファイナル・インパクト 墜落事故調査官（フィル）
- ファイナル・オプション（マーティン氏〈リチャード・コールマン〉、スノー記者、テロリストメンバー）※テレビ朝日版
- ファイナル・カウントダウン ※TBS版
- ファイヤーフォックス（兵士）※TBS版
- ファントムフォース（デュプリー〈リチャード・グリエコ〉）
- フェイク（“リッチー”リチャード・ガッツォ）※ソニー版
- フェイク シティ ある男のルール（ジェームズ・ビッグス〈ヒュー・ローリー〉）
- フェイス（レイ〈ロバート・カーライル〉）
- フェノミナン（ジョージ・マレー〈ジョン・トラボルタ〉）
- フォー・ザ・ボーイズ（ジェフ・ブルックス〈アリー・グロス〉）
- フォートレス（D-デイ〈ジェフリー・コムズ〉）※VHS版
- ブギーナイツ（トッド・パーカー〈トーマス・ジェーン〉）
- 不機嫌な赤いバラ（アール・ファウラー〈オースティン・ペンドルトン〉）
- ふたりのロッテ（ウルフ・パルフィー〈ハイナー・ラウターバッハ〉）
- フライ・ミー・トゥ・ザ・ムーン[36]
- ブラック&ホワイト（サイモン・ハーツェル〈ロン・シルヴァー〉）
- ブラックウォーター（マイケル神父）
- ブラック・ナイト（フィリップ）
- ブラックパンサー/ワカンダ・フォーエバー（アンダーソン・クーパー[37]）
- フラットライナーズ（ランディ・ステックル〈オリヴァー・プラット〉）※ソフト版
- プラトーン（ガードナー）※テレビ朝日版
- プラネット・ダイナソー（ナレーション）※ソフト版
- フラバー（ウィリー・パーカー）
- フランティック（ラスタファリアン〈トーマス・M・ポラード〉、ジャック〈アルトゥ・ドゥ・ペンゲルン〉）※TBS版
- フリー・ウィリー（ドワイト・マーサー〈ミケルティ・ウィリアムソン〉）※テレビ朝日版
- フリー・ウィリー2（ドワイト・マーサー〈ミケルティ・ウィリアムソン〉）※テレビ朝日版
- ブリッジ・オブ・スパイ（ウルフガング・ヴォーゲル〈セバスチャン・コッホ〉、ウィリアム・トンプキンズ、ミシュナー）
- プリティ・ウーマン（フィリップ・スタッキー〈ジェイソン・アレクサンダー〉[38]）※テレビ朝日版
- ブルーノ（ブルーノ〈サシャ・バロン・コーエン〉）
- ブルドッグ（マテオ・サントス〈ファン・フェルナンデス〉）※テレビ東京版
- ブレイドX（エゼキエル〈ジョニー・ルイス〉）
- ブレイブハート（チェルサム〈ジェラード・マクソーリー〉）※ソフト版
- ブレイブ ワン（マロー）
- プレシディオの男たち（ジーク〈マーヴィン・J・マッキンタイア〉）※フジテレビ版
- プレタポルテ（マイロ・オブラニガン〈スティーヴン・レイ〉）
- プレデター2（ダニー〈ルーベン・ブラデス〉）※テレビ朝日版
- ベートーベン4（レジナルド・セジウィック〈マット・マッコイ〉）
- ペギー・スーの結婚（チャーリー〈ニコラス・ケイジ〉）
- ヘブンズ・プリズナー（バティスト）※テレビ東京版
- ベレッタ2000 暗殺者（ルーク〈ローレント・インボルト〉）
- ヘンリー・アンド・ザ・ファミリー（スラヴキン〈マイケル・シーン〉）
- ボーグマン（カミエル・ボーグマン〈ヤン・ベイヴート〉）
- ボーデロ・オブ・ブラッド/血まみれの売春宿（レイフ・ガットマン〈デニス・ミラー〉）
- ホーム・アローン（スクラントンの空港の受付係、ドラッグストアの薬剤師）※ソフト版
- ポーリー（アーティ〈バディ・ハケット〉）
- ボーン・コレクター（バリー・リーマン医師〈ジョン・ベンジャミン・ヒッキー〉）※ソフト版
- 暴走特急（トラヴィス・デイン〈エリック・ボゴシアン〉[39]）※テレビ朝日版
- 僕たちのサマーキャンプ/親の居ぬ間に…（ドナルド・ヒンメル）
- 僕たちは天使じゃない!（ロイ）
- 星の王子 ニューヨークへ行く（ダリル・ジェンクス〈エリク・ラ・サル〉）※フジテレビ版
- ホット・スポット（ロン・ガリック〈チャールズ・マーティン・スミス〉）※テレビ東京版
- BODY/ボディ（フランク・デュラニー〈ウィレム・デフォー〉）※テレビ朝日版、（リース刑事〈マーク・ロルストン〉）※VHS版
- ほぼ300<スリーハンドレッド>（古代の預言者〈アイク・バリンホルツ〉）
- ほんとうのジャクリーヌ・デュ・プレ（ウィリアム・プリーズ）
- マーダー・ライブ 殺人中継（フランク〈デヴィッド・モース〉）
- マイアミ・バイス（ジョン・フジマ〈キアラン・ハインズ〉）※ソフト版
- マイク・ザ・ウィザード（グレッグ・ジトロフ、囚人〈ドノヴァン・スコット〉）
- マイノリティ・リポート（ギデオン〈ティム・ブレイク・ネルソン〉）
- マイフレンド・イエティ（ティム・バーグマン〈オリヴァー・ストコウスキ〉）
- マザー・テレサ（グプタ医師）
- マジック・ダイナソー（フランク）
- マスター・アンド・コマンダー（ジャック・オーブリー艦長〈ラッセル・クロウ〉）
- マッド・シティ（サム・ベイリー〈ジョン・トラボルタ〉）※ソフト版
- マッドマックス2（ジャイロ・キャプテン〈ブルース・スペンス〉）※テレビ朝日版、（トーディー〈マックス・フィップス〉）※TBS版
- 真夏の夜の夢（パック〈スタンリー・トゥッチ〉）
- マネークラッシュ（トミー・“ホップ”・ホプキンス〈アンドリュー・ホークス〉）
- マネー・トレーダー 銀行崩壊（ピーター・ノリス）
- マペットめざせブロードウェイ!（ロニー・クロフォード〈ロニー・プライス〉）※CBS/FOXビデオ版
- マリオネット・ゲーム（カール）
- ミート・ザ・フィーブル 怒りのヒポポタマス（ハエのフライ）
- ミクロの決死圏（ビル・オーウェンス大佐〈ウィリアム・レッドフィールド〉）※テレビ朝日新録版
- 見ざる聞かざる目撃者（スコット）
- ミシシッピー・バーニング ※テレビ朝日版
- Mr.ディーズ（マーティ）
- ミッション:インポッシブル/ファイナル・レコニング（ウィリアム・ダンロー〈ロルフ・サクソン〉[40]）
- ミッシング（エド・ホーマン〈ジャック・レモン〉）※ソフト版
- ミフネ（ルード）
- 未来少女ゼノン（ラッツ）
- ミラクル・ペティント（神父、ホセリートの父）
- ミレニアム/1000年紀（トム・スタンリー〈デヴィッド・マキルレース〉）
- 名犬ラッシー（リチャード）
- 名犬ラッシー（スティーヴ・ターナー〈ジョン・テニー〉）
- メイフィールドの怪人たち（ハンス・クロペック〈コートニー・ゲインズ〉）※テレビ朝日版
- メタル・スポイラー（指揮官〈ジェフリー・コムズ〉）
- メディカル・レッスン/青春解剖学（マイルズ・リード〈ジョン・スコット・クロウ〉）
- メルトダウン（ボッグス大佐〈ジェームズ・レマー〉）
- モービウス（ロドリゲス〈アル・マドリガル〉[41]）
- 燃えよデブゴン10 友情拳（物乞い〈チュン・ファト〉）
- モディリアーニ 真実の愛（ジャンヌの父〈ジム・カーター〉）
- モモ（フージー〈フランチェスコ・デ・ローザ〉）※VHS版
- モンテカルロ殺人事件（ジュリアン・ピータース〈リチャード・ルイス〉）
- ヤクザVSマフィア（サム）
- 野獣教師2（ランドール・トマソン〈クリストファー・カズンズ〉）
- ヤングガン2（チャールズ・ファーレン〈ブラッドリー・ウィットフォード〉）※VHS版
- U.S.シールズ（A.J.〈タイ・ミラー〉）
- U.M.A レイク・プラシッド（ケヴィン〈アダム・アーキン〉）
- 遊星からの物体X（ギャリー〈ドナルド・モファット〉）※Netflix追録部分
- ユナイテッド93（ケヴィン・ナシパニー少佐）※テレビ東京版
- 夜の道（ホワイティ・ハービン〈ダン・デュリエ〉、ピート）※ソフト版
- 48時間PART2/帰って来たふたり（ベン・キーホー〈ブライオン・ジェームズ〉）※日本テレビ版
- ライジング・サン（ボブ・リッチモンド〈ケヴィン・アンダーソン〉）
- ライトスタッフ（ジョン・グレン〈エド・ハリス〉）
- ラスト・アクション・ヒーロー（切り裂き魔リッパー / 本人〈トム・ヌーナン〉）※テレビ朝日版
- ラスト・ウィッチ・ハンター（36代目ドーラン〈マイケル・ケイン〉）
- ラストスクリーム（チャールズ・ウォルケン〈ティモシー・ボトムズ〉）
- ラスト・ソング（トム・ブレークリー〈ニック・サーシー〉）
- ラスト・ボーイスカウト（マイロ〈テイラー・ネグロン〉）※テレビ朝日版
- ラストマン・スタンディング（フレッド・ストロッジ〈ネッド・アイゼンバーグ〉）※テレビ朝日版
- ラストミッション（グイド〈ブルーノ・リッチ〉、CIA長官〈レイモンド・J・バリー〉）
- ラベジャー（クリーン〈スタンリー・カメル〉）
- ランダウン ロッキング・ザ・アマゾン（デクラン〈ユエン・ブレムナー〉）※テレビ東京版
- ランボー3/怒りのアフガン ※日本テレビ版
- ランボー/最後の戦場（リース）※テレビ東京版
- リーマン・ジョー!（ジョー・シェファー〈ティム・アレン〉）
- リコシェ（カイリー）※DVD版
- リストランテの夜（プリモ〈トニー・シャルーブ〉）
- リバイアサン（デジーザス〈マイケル・カーマイン〉）※テレビ朝日版
- リラクタント・ドラゴン（ハンフリー〈バディ・ペッパー〉）※バンダイ版、（アル〈アラン・ラッド〉）※WOWOW版
- 隣人（デヴィッド・ダットンヴィル〈フォレスト・ウィテカー〉）※ソフト版
- LUCY/ルーシー（教授〈ロイック・ブラバン〉、台北市の外科医）
- ルル・オン・ザ・ブリッジ（フィリップ・クレインマン〈マンディ・パティンキン〉、ルー・リード）
- レジョネア 戦場の狼たち（アブド）※テレビ東京版
- レッド・オクトーバーを追え!（イワン・プーチン〈ピーター・ファース〉）※テレビ朝日版
- レネゲイズ（マリノ〈ロバート・ネッパー〉）※テレビ朝日版、（マット、スキンヘッド）※VHS版
- レモ/第1の挑戦
- ロード・オブ・イリュージョン（フィリップ・スワン〈ケヴィン・J・オコナー〉）
- ローリング・サンダー（クリフ〈ローラソン・ドリスコル〉）
- ロサンゼルス（フレッド・マッケンジー）※テレビ朝日版
- ロズウェル（シャーマン・カーソン〈ザンダー・バークレー〉）
- ロスト・キッズ（スタン・ビトルマン〈クリスピン・グローヴァー〉）
- ロストトレジャー 伝説の紅いルビー（プラニッツ教授〈ウルリッヒ・ヌーテン〉）
- ロスト・ワールド/ジュラシック・パーク（ピーター・ルドロー〈アーリス・ハワード〉[42]）
- ロックアップ（ブレイドン）※日本テレビ版
- ロボコップ（スティーブ・ミン〈カルヴィン・ファン〉）※テレビ朝日版
- ワイルド・アット・ハート（ジョニー〈ハリー・ディーン・スタントン〉）
- ワイルドスティンガー（ダニー・タッカー〈ダニエル・ボールドウィン〉）
- ワイルド・ブリット（リンゴ）
- WILD HOGS/団塊ボーイズ（ダドリー・フランク〈ウィリアム・H・メイシー〉）
- WASABI（モモ）※ソフト版
- ワンス・アポン・ア・タイム・イン・チャイナ 天地黎明（ソー〈ジャッキー・チュン〉）

#### ドラマ
- アウトランダー シーズン2（スコットランド人の運転手）
- 蒼ざめた馬（コリガン刑事〈アンディ・サーキス〉）
- IT（ベン・ハンスコム〈ジョン・リッター〉）※テレビ東京版
- アガサ・クリスティー トミーとタペンス -2人で探偵を-（ウィティントン〈ジョニー・フィリップス〉）
- アガサ・クリスティー ミス・マープル
  - スリーピング・マーダー（ウォルター・フェーン）
  - 無実はさいなむ（ヒュイッシ警部補〈リース・シェアスミス〉）
  - 鏡は横にひび割れて（ヘイリー・プレストン）
- アナザー・ライフ〜天国からの3日間〜（ロン・テイラー / ハンディ・ランディ〈ランス・キンジー〉）
- アフェア2 情事の行方（ジェレミー・クレイモス）
- アメリカン・ホラー・ストーリー（ラリー・ハーヴィー〈デニス・オヘア〉）
- アラン・ドロンの刑事物語 #2（ダヴォール）
- アリー my Love
- アンダー・ザ・ドーム シーズン3（マーストン〈フランク・ホエーリー〉）
- ER緊急救命室
  - シーズン4 #14（クルコウスキー）
  - シーズン8 #19（エド牧師〈ハロルド・J・スラット〉）
  - シーズン12（バトラー〈ブラッド・グリーンクイスト〉）
  - シーズン15 #19（カータグ〈クリスチャン・クレメンソン〉）
- イ・サン
- インディ・ジョーンズ/若き日の大冒険
- WITHOUT A TRACE/FBI 失踪者を追え!
  - シーズン1（トレイ）
  - シーズン3（バーディック）
- 宇宙船レッド・ドワーフ号（カリギュラ〈トニー・ホークス〉、エイブル〈ロバート・リュウェリン〉）
- 美しき日々（イ・ヨンジュン）
- ウディ・アレンの6つの危ない物語（シドニー・J・マンシンガー〈ウディ・アレン〉）
- ウルトラマンパワード（警察官）
- X-ファイル
  - シーズン3 #6（ヴァージル・インカント〈ティモシー・カーハート〉）
  - シーズン4 #21（昆虫学者、エミール・リンザー）
  - シーズン4 #22（マーティン・アルパート）
  - シーズン5 #7（ヴィネット医師）
  - シーズン5 #8（年長の看守）※ソフト版
  - シーズン7 #19 「ハリウッドA.D.」（ギャリー・サンドリン）
- NCIS 〜ネイビー犯罪捜査班 シーズン5 #12（ディーン・プルマン大佐〈ネッド・ヴォーン〉）
- NCIS: ニューオーリンズ シーズン2 #24（スターク沿岸警備隊隊長〈クーパー・ソーントン〉）
- F.B.EYE!! 相棒犬リーと女性捜査官スーの感動!事件簿 #3（テッド・ダルトリー）
- エレメンタリー ホームズ&ワトソン in NY
  - シーズン3（モレッティ警部〈ジョー・グリファシ〉）
  - シーズン4（モン・ジョウ〈ジェームズ・ホン〉）
- OZ/オズ（トバイアス・ビーチャー〈リー・ターゲセン〉）
- GIRLS/ガールズ2（トーマス＝ジョンの父親〈グリフィン・ダン〉）
- カリブの海賊王（イスラエル・ハンズ）
- キム・ポッシブル（ディメンター教授〈パットン・オズワルト〉）
- キャッスル 〜ミステリー作家は事件がお好き（ウィリアム・H・ブラッケン上院議員〈ジャック・コールマン〉）
- 救命医ハンク セレブ診療ファイル（アラン）
- 恐竜家族（アーサー・リジック）
- THE KILLING/キリング シーズン2（トアステン・ヤンヴィ）
- キング・オブ・キングス（ナポレオン・ボナパルト〈クリスチャン・クラヴィエ〉）※ソフト版
- グッド・ドクター 名医の条件 シーズン1 #16（バリー・ニュートン）
- グッド・ワイフ（トミー・セガラ〈デニス・ボウトシカリス〉）
- glee/グリー（クインの父親〈グレッグ・ヘンリー〉）
- クリミナル・マインド 特命捜査班レッドセル（グラント）
- 刑事ナッシュ・ブリッジス（ハーベイ・リーク〈ジェフ・ペリー〉）
- 刑事フォイル（マーク・タルボット〈デヴィッド・ウェストヘッド〉）
- ゴーメンガースト（アルフレッド・プルーンスクワラー）
- コールドケース 迷宮事件簿
  - シーズン4 #9
  - シーズン6（レオ・コズロフ）
  - シーズン7 ザ・ファイナル（サニー・サンドヴァル）
- こちらブルームーン探偵社 シーズン4 #4・7（スティーヴ・ヒルマン）
  - シーズン4（ウォルター・ビショップ〈デニス・デューガン〉）※追加収録部分
- 百年の孤独（アポリナル・モスコテ）
- ザ・クラウン
- ザ・クラウン (ネットフリックス)（デイヴィッド〈アレックス・ジェニングス〉）
- ザ・リターン（英語版）（ヒロモト医師〈ヒロ・カナガワ〉）
- ザ・ロストワールド/最後の死闘編（ウーゴ、ラルゴ）
- 三国志演義（李粛、呂範、曹真子丹〈鄭強〉）※NHK-BS2版
- CSI:マイアミ10 ザ・ファイナル（アンドリュー・ノーラン）
- ジーニアス:世紀の天才 アインシュタイン（ヨースト・ヴィンテラー〈ニコラス・ロウ〉[43]）
- ジェントルマン・ジャック 紳士と呼ばれたレディ（クリストファー・ローソン〈ヴィンセント・フランクリン〉）
- ジ・オファー / ゴッドファーザーに賭けた男（チャーリー・ブルードーン〈バーン・ゴーマン〉）
- シドニー・シェルダンの明日があるなら（クインシー〈チャールズ・ロケット〉、ダーキン）※テレビ東京版
- シャイニング（ダニエル・エドワーズ医師〈マイケル・オニール〉、マーク）※ソフト版
- 女王ヴィクトリア 愛に生きる（ペンジ〈エイドリアン・シラー〉）
- 新アウターリミッツ（ブライアン・チェイソン〈ジョン・パイパー＝ファーガソン〉、エメット・ハーレイ〈ロバート・ピカード〉）
- 新スタートレック（ローア）
- スーパーナチュラル9（保安官）
- スタートレック:エンタープライズ（アリク・スン）
- スティーヴン・キングのザ・スタンド（トム・カレン〈ビル・ファッガーバッケ〉）
- スピン・シティ（ピーターソン〈マイケル・グロス〉）
- 雪山飛狐（苗人鳳）
- 戦争と平和（ワシーリイ・クラーギン公爵〈スティーヴン・レイ〉）
- ゾウズ・フー・キル 殺意の深層（マグヌス・ビスゴー）
- ターザンの大冒険（ムガンビ）※NHK-BS2版
- ダニーのサクセス・セラピー（ニコ・ケアレス〈スコット・コーエン〉）
- ダメージ3（ウィンストン〈マーティン・ショート〉）
- 朱蒙（ファン・ジャギョン）
- 超音速ヒーロー ザ・フラッシュ（ジョニー・レイ・ヒックス〈ポール・コスロ〉）※日本テレビ版
- ディズニー映画の名曲を作った兄弟:シャーマン・ブラザーズ（リチャード・シャーマン）※Dlife版
- デスパレートな妻たち（ジョージ〈ロジャー・バート〉）
- デンジャラス・ウーマン（ジョン・マッコイ〈サム・ウォーターストン〉）
- 伝説の映画監督 -ハリウッドと第二次世界大戦-（ローレンス・カスダン）
- ドールハウス Dollhouse シーズン2 #3（エドモンド・ゴッセン教授〈アリー・グロス〉）
- 24 -TWENTY FOUR-（ジェイソン・ピラー）
- 特捜班CI-5 ※DVD版
- ドクター・フー
- 突撃!大人の職業体験（マイク）
- トンイ（キム・ファン）
- ナース・ジャッキー2（ティム）
- NUMBERS 天才数学者の事件ファイル
  - シーズン2 #6（ピーター・ハウスマン〈ジョン・ハード〉）
  - シーズン3 #23（マイケル・シャノン〈ウィリアム・ラス〉）
- ニュー・アムステルダム 医師たちのカルテ（ヴィジェイ・カプール〈アヌパム・カー〉）
- NY市警緊急出動部隊 トゥルー・ブルー（ユーリ〈エリヤ・バスキン〉）
- バーン・ノーティス 元スパイの逆襲（アルバロ・デ・サントス、キャラハン捜査官、ラミロ・ヴァスケス、ベン・スナイダー）
- ハイテク武装車バイパーシリーズ（フランキー・ウォーターズ）
- バトル・クリーク 格差警察署 #10（ミッチェル・フォード〈ジェームズ・レグロス〉）
- バフィー 〜恋する十字架〜（イーサン・レイン〈ロビン・サックス〉）
- 薔薇の名前（教皇ヨハネ22世〈チェッキー・カリョ〉[44]）
- HAWAII FIVE-0 シーズン5 #2（アラン〈ギャレス・ウィリアムズ〉）
- 反逆のヒーローレネゲイド（ボビー・シックスキラー〈ブランスコム・リッチモンド〉）
- ハント・フォー・キラー 狂気の呼び声（ペレ〈アンダース・ベックマン〉[45]）
- ビクトリアス
- THE BLACKLIST/ブラックリスト
  - シーズン1 #7（フレデリック・バーンズ〈ロバート・ショーン・レナード〉）
  - シーズン5 #9（ビリー〈ウィリアム・メイポーザー〉）
  - シーズン8 #6（ヒューイ・ルイス）
  - シーズン9 #15(レジナルド・コール〈ロス・パートリッジ〉)
- FRINGE/フリンジ（マクファラン）
- ブルーブラッド 〜NYPD家族の絆〜（サンディ・クレマー）
- 北京バイオリン（マオ・ヨンミン）
- HOMELAND（マジド・ジャバディ〈ショーン・トーブ〉）
- BONES（アンドリュー・ハッカー〈ディードリック・ベーダー〉）
- ホテル ハルシオン（リチャード・ガーランド〈スティーヴン・マッキントッシュ〉）
- マーダーズ・イン・ビルディング（マーヴ）[46]
- マードック・ミステリー 〜刑事マードックの捜査ファイル〜（ローレンス、サイモン・ゴールドバーグ）
- Marvel アイアン・フィスト（ハロルド・ミーチャム〈デビッド・ウェナム〉）
- マイ・スイート・メモリーズ（デイビッド・レイバーン〈ハンナの父〉）
- マペット放送局（リック・モラニス）
- ミステリー・ゾーン ※音源紛失話新録版
  - 良心を売った男（ウォルター・ベディカー〈デヴィッド・ウェイン〉）
  - 死相（フリーマン）
  - 人間という名の動物（マーク・マーキンソン〈ポール・コミ〉）
  - ある死刑囚（ポール・ジョンソン）
- ミス・マープル カリブ海の秘密（ウェストン警部）
- ミッキーマウス60周年記念（チャーリー〈チャールズ・フライシャー〉、ダドリー・グッド〈ジョン・リッター〉、マイケル・アイズナー、フレイジャー・クレイン〈ケルシー・グラマー〉）
- 名探偵ポワロ ※NHK版
  - コックを捜せ（荷物係）
  - 戦勝舞踏会事件（クロンショー子爵）
  - 五匹の子豚（メレディス）
- メンタリスト3（ヴィンセント・マンハイザー〈ジョン・ハンス・テスター〉）
- ヤングライダーズ シーズン1 #14（リチャード〈マーク・ロルストン〉）、#23・24（ルイス大尉）
- 世にも不思議なアメージング・ストーリー シーズン1 #1（フェントン・グローブ）
- ライ・トゥ・ミー 嘘は真実を語る（ゴードン・クック〈リー・ターゲセン〉）
- リゾーリ&アイルズ ヒロインたちの捜査線（ダニエルの父〈ラファエル・スバージ〉、ロン・ハンソン〈グレゴリー・ハリソン〉）
- リベンジ（コンラッド・クレイソン〈ヘンリー・ツェニー〉）
- レバレッジ 〜詐欺師たちの流儀（アダム・ワース）
- LAW & ORDER（ジャック・マッコイ〈サム・ウォーターストン〉）
- LAW & ORDER:性犯罪特捜班（ジャック・マッコイ〈サム・ウォーターストン〉）
- LAW & ORDER:陪審評決（ジャック・マッコイ〈サム・ウォーターストン〉[47]）
- ロイヤル・スキャンダル 〜エリザベス女王の苦悩〜（チャールズ皇太子）

#### テレビ番組
- テレタビーズ（ナレーター）
- UFC登竜門TUF レスナー軍vsドス・サントス軍（チャック・オニール）
- 本命登場!!『ダイ・ハード3』（サミュエル・L・ジャクソン） ※テレビ朝日、『The Making of 'Die Hard: With a Vengeance'』の日本語版、1995年06月29日放送

#### アニメ
- あの年のクリスマス（ライトハウス・ビル）
- エイプリルとサンドマン（グレゴリー）
- おさるのジョージ（タムおじさん〈2代目〉）
- 時光代理人 -LINK CLICK-（馬〈マー〉先生）
- タンタンの冒険旅行（ディーディー）
- ディズニーシリーズ 各作品（助演、脇役、悪役、敵役など。その他多数）
ポニー、バンダイ発売のビデオ（現在はいずれも絶版）
  - 『ダンボ』（ティモシー・Q・マウス）
ポニー発売のビデオは現在絶版（ただし、ブエナ ビスタ インターナショナル ジャパン発売のビデオ、DVDなどは購入可）。
  - 『ふしぎの国のアリス』（白うさぎ、トランプ家来）
ブエナ ビスタ インターナショナル ジャパン発売のビデオ、DVDなど。
  - 『ピーターパン』（ミスター・スミー）
ポニー、バンダイ発売のビデオ（現在は絶版）。
  - 『ピノキオ』（ランプウィック）
ポニー、バンダイ発売のビデオ（現在は絶版）。
  - 『王様の剣』（ケイ）
ブエナ ビスタ インターナショナル ジャパン発売のビデオ、DVDなど。
  - 『くまのプーさん』（プー）
ポニー発売のビデオ（現在は絶版）。
  - 『ロビン・フッド』（トビー、サー・ヒス、チャーチ・マウス）
バンダイ発売のビデオ（現在は絶版）。
  - 『三人の騎士』（パンチート）
ポニー、バンダイ発売のビデオ（現在は絶版）。
  - 『リトル・マーメイド』（侵略者）
  - 『ミッキーマウス・ワークス』（マジカル・マウス、ホーレス）
  - 『バグズ・ライフ』
  - 『モンスターズ・インク』（ジェフ・ファンガス）
  - 『ファインディング・ドリー』（チャーリー）
  - 『モンスターズ・ワーク』（ジェフ・ファンガス）
- バットマン（ロイド・ベントリックス、マッドハッター〈2代目〉）
  - バットマン/マスク・オブ・ファンタズム（アーサー市会議員）
- ピーター・ラビットとなかまたち（ティミー・ウィリー）
- ピンクパンサー（司会）
- TMNT（マックス・ウィンターズ）
- Yasuke -ヤスケ-（アブラハム[48]）
- ランゴ（アンブローズ）
- リトルフット（リトルフットのパパ）
- ミュータント・タートルズ ※東和ビデオ版

### テレビアニメ
1977年
- まんが日本絵巻（1977年 - 1978年、熊谷小次郎直家、甲浦、筆之丞、甚五郎の弟子、弟子、武将）
- ルパン三世 (TV第2シリーズ)（1977年 - 1980年）

1980年
- ベルサイユのばら

1981年
- 名犬ジョリィ（ラロ）

1982年
- 科学救助隊テクノボイジャー（所員A）

1986年
- 宇宙船サジタリウス（ジョシン）
- 機動戦士ガンダムΖΖ（メッチャー・ムチャ）

1987年
- 機甲戦記ドラグナー（パーキンス、大佐、ブリード）

1991年
- 横山光輝 三国志

1992年
- お〜い!竜馬（佐久間象山）

1994年
- コボちゃん（トム）

1995年
- NINKU -忍空-（マキ隊長）

1996年
- 赤ちゃんと僕（1996年 - 1997年、園長先生、隣りのおじさん、藤井の父、医者）
- 家なき子レミ（ベルヌ）
- 怪盗セイント・テール（塚本コーチ）
- こちら葛飾区亀有公園前派出所（日暮熟睡男〈初代〉）
- 名犬ラッシー（リチャード・ジョーンズ）
- 名探偵コナン（1996年 - 2024年、波多野幾也、南澤尚善、大畑裕之、出雲啓太郎、町田修、南田優一、前川浩一、安東諭、玉木裕次郎）
- るろうに剣心 -明治剣客浪漫譚-（桜丸）

1997年
- フォーチュン・クエストL（ウッドワード）

1998年
- スーパードール★リカちゃん（王様、フランツ）
- デビルマンレディー（プロダクションマネージャー）

1999年
- 金田一少年の事件簿（男）
- 週刊ストーリーランド（1999年 - 2000年、科学者、浩）

2000年
- 幻想魔伝 最遊記（六道）
- サクラ大戦TV（機関員 他）
- 陽だまりの樹（伊東玄朴）

2001年
- ゴーゴー五つ子ら・ん・ど（ユリカのパパ）
- Z.O.E Dolores, i（ザーク・デジール）
- ノワール（ウェルマン）
- ONE PIECE（2001年 - 2019年、Dr.ヒルルク）

2002年
- 東京アンダーグラウンド（崇神）

2003年
- R.O.D -THE TV-（金さん）
- 無限戦記ポトリス（町口）
- 妄想科学シリーズ ワンダバスタイル（編成局長 他）
- LAST EXILE（ジャンカルロ）

2004年
- 鉄人28号（第4作）（敷島博士）
- 火の鳥（ロビタ）
- MONSTER（2004年 - 2005年、キッパー、記者A）

2005年
- 焼きたて!!ジャぱん（マッシュ）

2006年
- 働きマン（三村孝之）
- BLACK LAGOON（アーベ艦長）

2008年
- ゴルゴ13（ミュラー）
- 彩雲国物語 第2期（孫陵王）
- 秘密 〜The Revelation〜（荻島正利）
- ヤッターマン（第2作）（黒芋ゴロン）
- 我が家のお稲荷さま。（柳〈番頭〉）

2009年
- 狼と香辛料II（エリンギン）
- 空中ブランコ（丹羽）
- 蒼天航路（亶公）

2010年
- NARUTO -ナルト- 疾風伝（タズナ）

2012年
- LUPIN the Third -峰不二子という女-（執事）

2014年
- ハピネスチャージプリキュア!（大森米蔵）
- 棺姫のチャイカ AVENGING BATTLE（グレン・ドンカーブート）
- わしも WASIMO（パパ）

2015年
- GATE 自衛隊 彼の地にて、斯く戦えり（ジェガノフ大統領）
- 血界戦線（ラジオDJ）
- それが声優!（ゾンビのおたけび音響監督）
- ルパン三世 PART IV（団長）

2016年
- 昭和元禄落語心中（2016年 - 2017年、松田） - 2シリーズ

2017年
- 鬼平（長谷川宜雄）
- タイムボカン 逆襲の三悪人（コナン・ドイル）
- ボールルームへようこそ（国枝忠）

2018年
- レイトン ミステリー探偵社 〜カトリーのナゾトキファイル〜（ジョン・モンゴメリー）
- ルパン三世 PART5（ピエール）
- 軒轅剣 蒼き曜（墨衡）
- RELEASE THE SPYCE（エモ・パチーノ）
- BORUTO-ボルト- NARUTO NEXT GENERATIONS（食堂の爺さん）

2019年
- この音とまれ!（校長） - 2シリーズ
- GRANBLUE FANTASY The Animation Season 2（村長）

2020年
- アラド:逆転の輪（ボルガン）

2021年
- 呪術廻戦（武田）
- ドラゴンクエスト ダイの大冒険 (2020)（2021年 - 2022年、テラン王）
- ふしぎ駄菓子屋 銭天堂（2021年 - 2023年、田村総一郎、祖父、捨てられたおもちゃ）

2023年
- BIRDIE WING -Golf Girls' Story-（アラン・ハーヴェイ）
- サザエさん（2023年 - 、伊佐坂難物〈5代目〉）

2024年
- 出来損ないと呼ばれた元英雄は、実家から追放されたので好き勝手に生きることにした（サイラス）
- 妻、小学生になる。（住職）

2025年
- LAZARUS ラザロ（執事）
- 転生したら第七王子だったので、気ままに魔術を極めます（教皇ギタン）

### 劇場アニメ
1988年
- 機動戦士ガンダム 逆襲のシャア（オクトバー・サラン）

1991年
- 機動戦士ガンダムF91（艦長）

1994年
- 第2回欽ちゃんのシネマジャック「邦ちゃんの一家ランラン」（お父さん〈洋〉）

1997年
- 星空のバイオリン（大月先生）

2000年
- The AURORA 海のオーロラ（岩国トシノリ）

2007年
- 鉄人28号 白昼の残月（敷島博士）

2008年
- ONE PIECE THE MOVIE エピソードオブチョッパー+ 冬に咲く、奇跡の桜（Dr.ヒルルク）

2013年
- SHORT PEACE 『武器よさらば』（ギムレット）

2015年
- サイボーグ009VSデビルマン（アイザック・ギルモア）
- バケモノの子

2016年
- この世界の片隅に（北條円太郎）

2017年　
- きみの声をとどけたい（川袋佐武郎）

2019年
- 銀河英雄伝説 Die Neue These 星乱（バグダッシュ）

2021年　
- 竜とそばかすの姫（司会者）

### OVA
1987年
- ダーティペア（医師）

1989年
- 華星夜曲（男B）

1992年
- 世界の光 親鸞聖人（住蓮房）

1997年
- サクラ大戦 桜華絢爛（人相占い）

1998年
- 青の6号（なるしお艦長）

2003年
- 最遊記RELOAD -burial-（朱泱）

2005年
- スーパーロボット大戦ORIGINAL GENERATION THE ANIMATION（ユルゲン）

2007年
- テイルズ オブ シンフォニア THE ANIMATION シルヴァラント編（クヴァル）

2010年
- ONE PIECE FILM STRONG WORLD EPISODE:0（Dr.ヒルルク）

2015年
- 機動戦士ガンダム THE ORIGIN（2015年 - 2018年、シュウ・ヤシマ） - 2019年に再編集作品『THE ORIGIN 前夜 赤い彗星』テレビ放送

### Webアニメ
- ベイウォーリアーズ サイボーグ（2015年、プロスト博士、ナレーション）
- ULTRAMAN（2019年 - 2023年、エド[62][63]） - 3シリーズ[一覧 3]
- 日本沈没2020（2020年、コンビニ店長）
- テルマエ・ロマエ ノヴァエ（2022年、レピドゥス執政官）
- 範馬刃牙（2023年、栗谷川等）

### ゲーム
1995年
- セサミストリート・ナンバーズ（バート）

1998年
- 機動戦士ガンダム 逆襲のシャア（ネオ・ジオン高官）

2000年
- ぼくのなつやすみ（お父さん）

2002年
- キングダム ハーツ（白うさぎ）
- ぼくのなつやすみ2 海の冒険篇（船頭）

2003年
- テイルズ オブ シンフォニア（クヴァル）

2004年
- 鉄人28号（敷島博士）

2005年
- 天外魔境III NAMIDA（壱与の父）

2007年
- SDガンダム GGENERATION（2007年 - 2016年、メッチャー・ムチャ、オクトバー・サラン、アイトール・ホルスト） - 2作品
- スーパーロボット大戦OG ORIGINAL GENERATIONS（ヴィルヘルム・フォン・ユルゲン）
- スーパーロボット大戦OG外伝（ヴィルヘルム・フォン・ユルゲン）
- ぼくのなつやすみ3 -北国篇- 小さなボクの大草原（お父さん）
- ONE PIECE アンリミテッドアドベンチャー（Dr.ヒルルク）

2008年
- 機動戦士ガンダム ギレンの野望 アクシズの脅威（メッチャー・ムチャ、テッド・アヤチ、ティターンズ士官B、将校）

2009年
- ぼくのなつやすみ4 瀬戸内少年探偵団「ボクと秘密の地図」（お父さん）

2010年
- HEAVY RAIN 心の軋むとき（カーター・ブレイク）

2011年
- Kinect: ディズニーランド・アドベンチャーズ（白うさぎ）

2013年
- BEYOND: Two Souls（スタン）
- テイルズ オブ シンフォニア ユニゾナントパック（クヴァル）

2015年
- Fallout 4（ニック・バレンタイン）

2017年
- The Lost child（電脳和尚）
- ゼノブレイド2（2017年 - 2018年、ゼーリッヒ、ドーン）

2018年
- ゼノブレイド2 黄金の国イーラ（イーラ王）

2021年
- ブレイブリーデフォルトII（マドック・ロンズデイル）

2023年
- インフィニティ ストラッシュ ドラゴンクエスト ダイの大冒険（テラン国王）

2024年
- ファイナルファンタジーVII リバース

### ドラマCD
- 幻想魔伝 最遊記（六道）
- 最遊記RELOAD（朱泱）
- 創竜伝（ウォルター・S・タウンゼント）
- 火の鳥 望郷編（丈二）

### テレビドラマ
- 身辺警護（ナレーション）
- 世にも奇妙な物語・城（上司Aの声）

### テレビ番組
- FNNスーパーニュース（コーナーナレーション）
- サイエンスミステリー（ナレーション）

### ボイスオーバー
- 地球ドラマチック
  - 海からの使者 イルカ（海洋学者 フランソワ・セラノー）
  - モナリザ 微笑が秘めた真実

### CM
- ANAカード 前世篇（ナレーション）
- サッポロヱビスビール（ジョエル・ロブションのボイスオーバー）
- 昭和産業 レンジでチンするから揚げ粉・レンジでチンして豚こまとんカツ（ナレーション）
- ダイキン工業 うるさら7（声の出演）
- 日経電子版CF
  - スマホ半人前!?篇
  - 本棚を見れば…篇
- パーソルキャリアアップ 新天地篇（ナレーション）
- 藤子・F・不二雄ミュージアム（ナレーション）
- bellface（ナレーション）

### その他コンテンツ
- 東京ディズニーリゾート
  - 東京ディズニーランド
    - スプラッシュ・マウンテン（ブレア・ベア）
    - トゥーンタウン（ラジオニュースの声）
    - 空飛ぶダンボ（ティモシー・マウス）

  - 東京ディズニーシー
    - ニモ&フレンズ・シーライダー（チャーリー）
- モーションコミック ULTRAMAN（ゼットン星人・エド）
- BS世界のドキュメンタリー ベトナム戦争終結から40年「パリ秘密交渉の内幕」（ナレーション）
- バック・トゥ・ザ・フューチャー・ザ・ライド（IFT研究員）

### シリーズ一覧
1. ↑  第1期（2016年）、第2期『-助六再び篇-』（2017年）
2. ↑  第1クール（2019年）、第2クール（2019年）
3. ↑  シーズン1（2019年）、シーズン2（2022年）、FINALシーズン（2023年）
4. ↑  『SPIRITS』（2007年）、『GENESIS』（2016年）